# ベントラーベントラー
『ベントラーベントラー』は、野村亮馬による日本の漫画作品。『月刊アフタヌーン』（講談社）において2008年8月号から2010年5月号まで連載された。全21話。単行本は全3巻。

## あらすじ
地球外星人（外星人=宇宙人）が当たり前に暮らす未来の地球を舞台に、地球人がお手上げのトラブルを解決するための組織、首都圏民営警察・外星生物警備課（通称「外星課」）所属のすみちゃんと、彼女のファンである外星人クタムさんが、トラブルを「ゆる〜く解決」する、脱力的「のほほんSF」。なお、第9話ではオチがつげ義春へのオマージュとなっている。

## 登場人物

### 首都圏民営警察・外星生物警備課
牧原 澄子（まきはら すみこ）
本作品の主人公。通称「すみちゃん」。眼鏡キャラクター。髪型は下のほうが広がった独特のショートカット。独身で、都内で家族と共に暮らしている。お酒とカラオケが好き。
外星課の仕事に対して特別な気負いは持たず、普通のOL感覚で仕事をしている。行動を心配したワイアットに「本当に専門家なのか?」と言われ「ただの警備職員」と言い切った。
トラブルでは矢面に立たされることも多いが、クタムさんの協力もあり解決している。脳内を外星人に乗っ取られたり、打ち所が悪ければ命に係わるような武器で攻撃されたりとかなり危険な目にも遭っているが、本人は至ってのんびりしている。だが時には慌てることもあり、クタムの忠告を聞き流した結果セルマに殺されかけた時はさすがに怒った。
「1938」には外星構造物への侵入経験が買われており、外星航空機を調査する際には名指しで協力要請を受けた。
クタムに対しては無視したり、時には足蹴にしたりと、扱いはかなり荒い。だが特別視せず普通の地球人と同じ感覚で接しており、クタムはそこを気に入っている。
市河（いちかわ）
澄子の先輩。
語学やデスクワークでは優秀だが、トラブル時には澄子に押し付けるなど、余り役に立っていない。
クタムを「猫みたいな性格」と評す。クタムから地球の科学の発展のために情報を教えて欲しいと思っているが、親しくなれないことを悩んでいる。
三田（みた）
課長。
飄々としているが、伝手を頼ってトラブルを抑える等、実は切れ者である。だが会議中には別のことを考えている。
クタムを「気まぐれ」と評す。クタムに協力をしてもらう見返りに、澄子の個人情報を教えたこともある。また、協力のお礼にと携帯電話を買ってあげた。
元自衛官。外星対策のゴタゴタで責任を取り、外星生物警備課に来たらしい。

### 外星人
クタム
かに座方面出身の外星人。名は地球での登録名で、綴りは「Ketam」。澄子のファンで、行く先々にいつも現れる。また時には自宅に押しかけたり、ストーカー紛いの行動を取ることもある。
地球人とまるで大差無い性格をしている。日本のことに異常に詳しく、諺や雑学を知っており、また日本語は外国人に教えることが出来る程のスキルを持っている。地球上の言語は一通り習得している。岡本太郎のファン。
目の部分が折り畳める構造になっている。気に入らないことをされた澄子に、紐の様に結ばれたりした。また、身体にある程度のダメージを受けても、余り応えないようである。
地球人には外星人に対し「珍獣のように接する人」「恩恵を期待する人」「素で接する人」の3タイプがあると分析した。澄子を気に入った理由は、その3番目のタイプだからである。
セルマ
某星において作られた人型外星機械（=人造人間）。どこの外星人に作られたかは本人も知らない。水か空気か太陽光があれば半永久的に活動できる。ロボットではあるが映画『ブレードランナー』に出てくる「レプリカント」のような存在で、骨格は人間そっくりだが臓器に違いがある。髪飾り型の制限回路を装着している。
日本では池袋でホステスをやっていた。京都弁で話す。プログラム上の設定とは言え（表面上は）温和な性格。自身の製造者を「おかあはん」と呼び、新たな指示が来るのを待つ。
事件解決後もしばらく外星課に居候するが、自身の製造者探しに都合が良い、及び外星課に不信感を持たれ始めたとの理由で、地球を周回している外星航空機に乗り込む。だが製造者に変装したクタムに騙され、新たな指示を得られずそこで働く羽目になってしまった。
後に外星航空機から「1938」に保護（捕獲）された。その際制限回路を外された。その後は性格が豹変、理知的で冷徹になる。「1938」を「日本の外星課より利用できそうだ」と評価した。
「ララ・ボラン」の偽名を使って再来日する。目的はクタムを仲間に引き入れることと、今まで同様、自身の製造者と接触し新たな指示を仰ぐことである。
試作一号
セルマの16分の1の大きさの試作機で監督役。セルマから「おねえはん」と呼ばれ、セルマを「実験一号」と呼ぶ。口が悪い。雑司ヶ谷の墓に隠れていた。セルマが稼いだ金を外星人に両替して儲けようと思っていたが当てが外れて「あほくさ」と言い残し機能停止した。

### 1938（アメリカの対外星組織）
パトリシア・ポート
通称「パティ」。アメリカの対外星組織であるチーム「1938」のマネージャー。日本語を喋ることが出来る。
1938は外星人のロボットを「ラボル（LABOR）」と呼び、東海岸で目撃されたラボル同型機を追って来日した。
後に外星航空機の調査のためにワイアットと共に再来日する。外星人の構造物への侵入経験者である澄子に協力要請を行った。
捕獲したセルマと話した時、将来的には地球人も外星へ進出するべき、という自身の考えを披露した。
アレン
「1938」のエージェント。パティ、ワイアットと共にラボル同型機を追って来日した。
元警察官で、同僚ともめて辞職、「1938」に来た。ワイアットとは高校が一緒だった。
パティがセルマに話した「外星への進出」には懐疑的で、パティを変な女だと思った。
後にセルマとともに再来日する。クタムを捕らえることには失敗、後ろを取られた。またセルマのサポートより食事を摂ることを優先した。
ワイアット
「1938」のエンジニア。パティ、アレンと共にラボル同型機を追って来日した。日本語を喋ることが出来る。自身でデザインしたハンターと呼ばれるラボル捕獲機「LHX-8」を操作する。SFマニアで特に映画『ブレードランナー』ファンであり、LHX-8を「ホールデン」「デッカード」と名付け、作業終了後には薬局にワカモトを買いに行った。
後に外星航空機の調査のためにパティと共に再来日し、澄子と組んで侵入調査した。ラボル調査機「LSX-11」には「シーカー」と名付けている。また澄子にSFの話題を何度も振り、SFに興味の無い澄子を閉口させた。
日本に墜落しそうになった外星飛行物体を回収しようとした。
アメリカの海岸で外星航空機からセルマを捕獲する。余りに地球人に似過ぎるセルマに対して「涜神」であると嫌悪感を示した。

## 用語
ベントラーベントラー
外星課における隠語。「地球外より侵入した生物及び漂着物に対する処遇を在地球外生物に仰げ」という意味である。

## 主な舞台
首都圏民営警察・外星生物警備課
通称「外星課」。澄子らの職場。東京都内を三田課長以下3人でカバーしている。

## 書誌情報
- 野村亮馬『ベントラーベントラー』 講談社〈アフタヌーンKC〉、全3巻
  1. 2009年2月23日初版発行、ISBN 978-4-06-314553-3[1] - 描き下ろしで本編に登場する外星生物・外星機械の紹介ページあり。
  2. 2009年10月23日初版発行、ISBN 978-4-06-310603-9[2] - 描き下ろしで本編未使用の絵を使った「巻末蛇足まんが」あり。
  3. 2010年5月21日初版発行、ISBN 978-4-06-310664-0[3] - 総計30ページにも上る描き下ろしページあり。